# 豺狼人
豺狼人是角色扮演游戏《龙与地下城》中设定的一种生物，也在其他的许多游戏中出现。长得像土狼，拥有人类的体型，也是双脚直立行走。他们的社会结构很松散，但是通常成群活动。

## 外形特征
成年豺狼人身高约7英尺半（2.25米），体重约300磅（135公斤），脑袋和土狼一样。他们的皮肤呈绿灰色或黑绿色，鼻吻部附近的颜色较深。大多数豺狼人有肮脏的暗黄色或者灰红色的鬃毛，自然寿命约35年。

## 生活环境
豺狼人一般生活在温暖的平原，有时也会在地底出现。常常以松散的部落形式集体行动，规模从20人到200个不等，通常部落中还会有7到12只土狼、1到3只巨魔。

## 社会组成
豺狼人部落中，最强的成员利用恐吓、威胁和自身的力量担当领导者。当头目死去后，剩余的成员会为了争夺权位而相互战斗；假如战斗持续时间太长，或者因为战斗而导致过多人员伤亡，部落会因此分裂成几个各奔东西的小群体。

## 信仰
豺狼人崇敬月亮的圆缺变化，但牧师数量很少。豺狼人牧师一般崇拜仇恨和屠戮之神厄瑞斯努（Erythnul）。他们的守护神是伊诺胡（Yeenoghu）。大多数的豺狼人崇敬伊诺胡，但并不把他当作一名神祇。

## 特殊能力和战术
豺狼人是夜行性的肉食动物，拥有60英尺的黑暗视力。豺狼人不喜欢明亮的光线，但亮光也不会直接对他们造成伤害。
豺狼人有自己的语言(豺狼人语)，但也通常会说巨魔、半兽人或地精语。
豺狼人没有单挑的概念，而偏爱在拥有数量优势时发动攻击, 以人海战术和他们强壮的力量淹没对手。如果存在一位特別强而有力的领导者，豺狼人就能够分工明确地团结作战；否则的话他们在战斗中就完全无纪律性可言。
豺狼人很少事先设置陷阱，但他们偏好从两翼和后方突袭敌人。

## 和其他种族的关系
豺狼人吃温血生物，而且更喜欢吃有智能的生物，因为他们偏爱听智能生物的尖叫声。
豺狼人不喜欢巨人和大多数的类人生物，而且很讨厌从事劳动工作。他们经常捕猎人类、地精当作奴隶，而熊地精、大地精、食人魔、兽人、巨魔都是豺狼人不稳定的盟友。当豺狼人肚子饿又没有找到猎物的时候，经常把奴隶和盟友当作食物。对豺狼人来说，饥饿胜于友情和恐惧，要么吃掉盟友，要么就被盟友吃掉。
牛头人极度憎恨豺狼人，一看到它们就会立即尽力将其杀死。
豺狼人和狼人没有直接的关系，前者和蜥蜴人、狗头人一样，是和人类相似的一种独立的生物；而狼人是兽化人的一种，常常是普通人类被狼人攻击而受伤后，感染兽化症而获得了变身能力。豺狼人是天生的豺狼与人的混合模样；而狼人平时通常没有明显的奇特外貌，但在月满之夜或者狂暴时会变身为狼。

## 相关的文学和游戏
在龙与地下城的生物设定中，豺狼人属于挑战等级较弱的一种生物，很多奇幻小说和游戏中都有他们的身影。
被遗忘的国度中，著名游侠崔斯特的宿敌就是豺狼人。有趣的是，在小说黑暗精灵三部曲之《旅居》中，崔斯特曾经和一批豺狼人同行，小说第二章讲述了这段持续时间极短的盟友关系。……崔斯特定下心，仔细观察这些七英尺高的类人生物。他们的皮肤略呈灰色，鼻子是黑的，脸长得像狗。然而，令黑暗精灵介意的，则是他们手中阻挡去路的长矛和利剑。……
在电脑游戏博德之门中，主角在纳西凯能够遇到游侠明斯克，他的宿敌也是豺狼人。他会请你帮助从豺狼人城堡中救出他的同伴：巫师戴娜黑。另外也可以在另一张地图遇到传说中的崔斯特，他也会请你协助对付一大群豺狼人。
在网络游戏魔兽世界中，艾尔文森林、西部荒野、千針石林、菲拉斯等很多地方都有豺狼人的踪迹。